# Isla de San Brandán

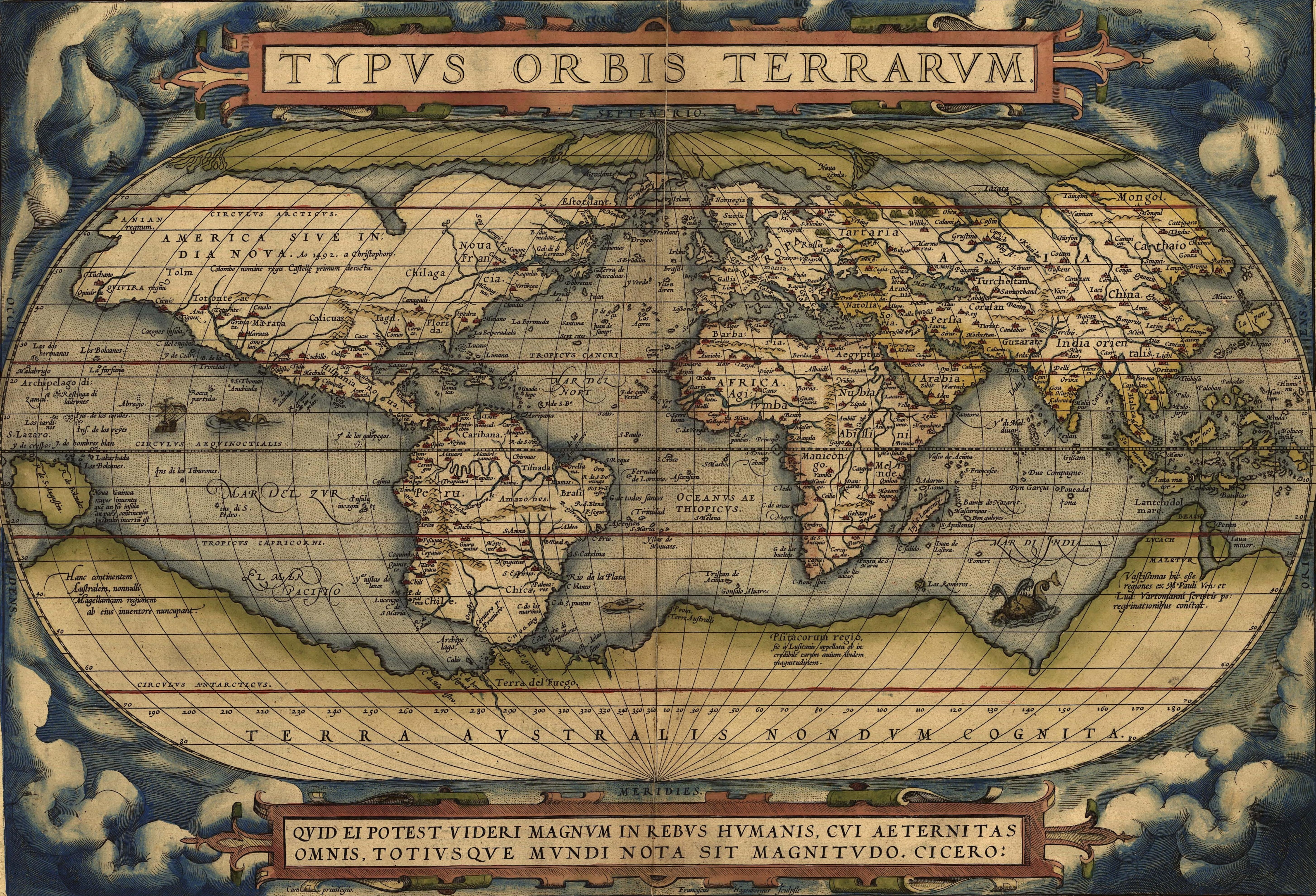
Abraham Ortelius, Theatrum Orbis Terrarum, 1570. La isla S. Brandain aparece en la latitud 50°N, meridiano 360°, frente a las costas de Irlanda.

La isla de San Brandán (Sancti Brandani, Brendán, Brandain, Barandán, Balandrán, Borondón, isla Perdida o islas Afortunadas)  es una isla mítica situada en algún lugar del océano Atlántico y relacionada con los viajes del monje irlandés san Brandán el Navegante en busca del paraíso terrenal o jardín de las Delicias.

## El viaje
Según la leyenda, recogida en la Navigatio Sancti Brandani compuesta hacia el siglo X–XI y conocida por numerosos manuscritos, San Brandán, monje irlandés del siglo VI y abad de Clonfert, en Galway, a petición de Barinto, que ya había visitado el lugar, inició en compañía de otros catorce monjes un largo viaje en una pequeña embarcación. En su vagar de siete años por el océano, Brandán encontró numerosas islas y se enfrentó a algunos monstruos marinos. Finalmente, tras atravesar un mar escondido de densas nieblas que impide el retorno a quienes no van en nombre de Dios, alcanzó la isla del paraíso terrenal.
Aunque son numerosas las islas mencionadas en la Navigatio, la tradición se ha centrado en la isla-pez, completamente desprovista de vegetación, que aparece y desaparece. En ella San Brandán y sus compañeros celebraron la misa de Pascua, pero al encender el fuego para asar un cordero la isla despertó, dándose cuenta entonces de que en realidad se trataba del pez gigante Jasconius, que más adelante, obediente a Brandán, le conducirá hasta las proximidades del Paraíso. Esta sería la posteriormente identificada como isla de San Brandán, que como el pez Jasconius aparece y desaparece, ocultándose a los ojos de quienes la buscan.
La identidad de las islas visitadas por San Brandán ha sido motivo de controversia por parte de quienes sostienen la existencia de una base real subyacente en el relato legendario, frente al viaje simbólico que describe el poema anglo-normando de Benedeit, en el que Brandán viaja en círculo durante siete años, pasando en cada uno por las mismas tres islas antes de alcanzar el séptimo año el Infierno y el Paraíso en el mismo centro del círculo. Siguiendo las indicaciones de la Navigatio latina, más precisa en sus orientaciones que el poema de Benedeit, se ha afirmado que tras su partida de Clonfert habría alcanzado primero las islas Feroe, que serían la llamada isla de las ovejas en la Navigatio, pasando luego por Islandia, Groenlandia, Florida y las islas del mar Caribe, lo que convertiría a Brandán en el primer europeo en alcanzar el continente americano, en tanto otros sitúan el final de su recorrido en Terranova o en las islas Canarias, donde ha perdurado la tradición de una octava isla habitualmente invisible llamada San Borondón. Conforme a este punto de vista, la aparición de la «columna de cristal» descrita en la Navigatio sería un iceberg, el «mar coagulado» un mar helado, Jasconius una ballena, y los «frutos maravillosos» frutas tropicales.

## Construcción del mito
El viaje de San Brandán enlaza con relatos viajeros propios de la mitología irlandesa, los llamados «immrama», como el Viaje de Mael Dúin, compuesto en el siglo VII-VIII, y con relatos islámicos, que a su vez enlazan con tradiciones helenísticas, como el viaje de Simbad el Marino, entre otros. Tesis defendida por Miguel Asín Palacios, quien afirmó la precedencia islámica de tales relatos. A su vez, el mítico viaje influiría sobre otras narraciones hagiográficas difundidas por toda Europa occidental, como las narraciones viajeras de Saint-Malo en Bretaña o san Amaro en España.
No faltaron desde el mismo siglo XIII espíritus críticos como el de Vicente de Beauvais, que en su Speculum historiale calificaba los viajes de san Brandán de «delirio apócrifo» inútil para la historia y la geografía, como más adelante harían también los bolandistas, que encontraban la verdad histórica oscurecida por la leyenda. Aun así, la narración alcanzó notable popularidad en sus muchas versiones manuscritas y en alguna temprana edición impresa en latín.
En De imagine mundi, obra atribuida a Honorato de Autun, de hacia 1130, se decía que en el océano 

hay una isla llamada Perdida, muy superior a las demás tierras por la amenidad y fertilidad de todas sus cosas, desconocida para los hombres, que hallada por alguna casualidad, no se ha podido descubrir después de hallada, por lo que se le llama Perdida. Y se cuenta que vino a ella Brandano.

 Su localización es, con todo, sumamente imprecisa, y ni siquiera es posible establecer en qué mar se encuentra, pues tras hablar de las Columnas de Hércules y de la Atlántida de la que se ocupa Platón, retorna a la desembocadura del Nilo y a la villa de Syène en Etiopía. Raoul Gabler, por su parte, afirmaba que el rey Rodrigo se había refugiado en la isla de San Brandán tras la ocupación de España por los musulmanes, lo que pone en relación la isla brandánica con relatos portugueses semejantes referidos a la isla de las Siete Ciudades o Antilia.

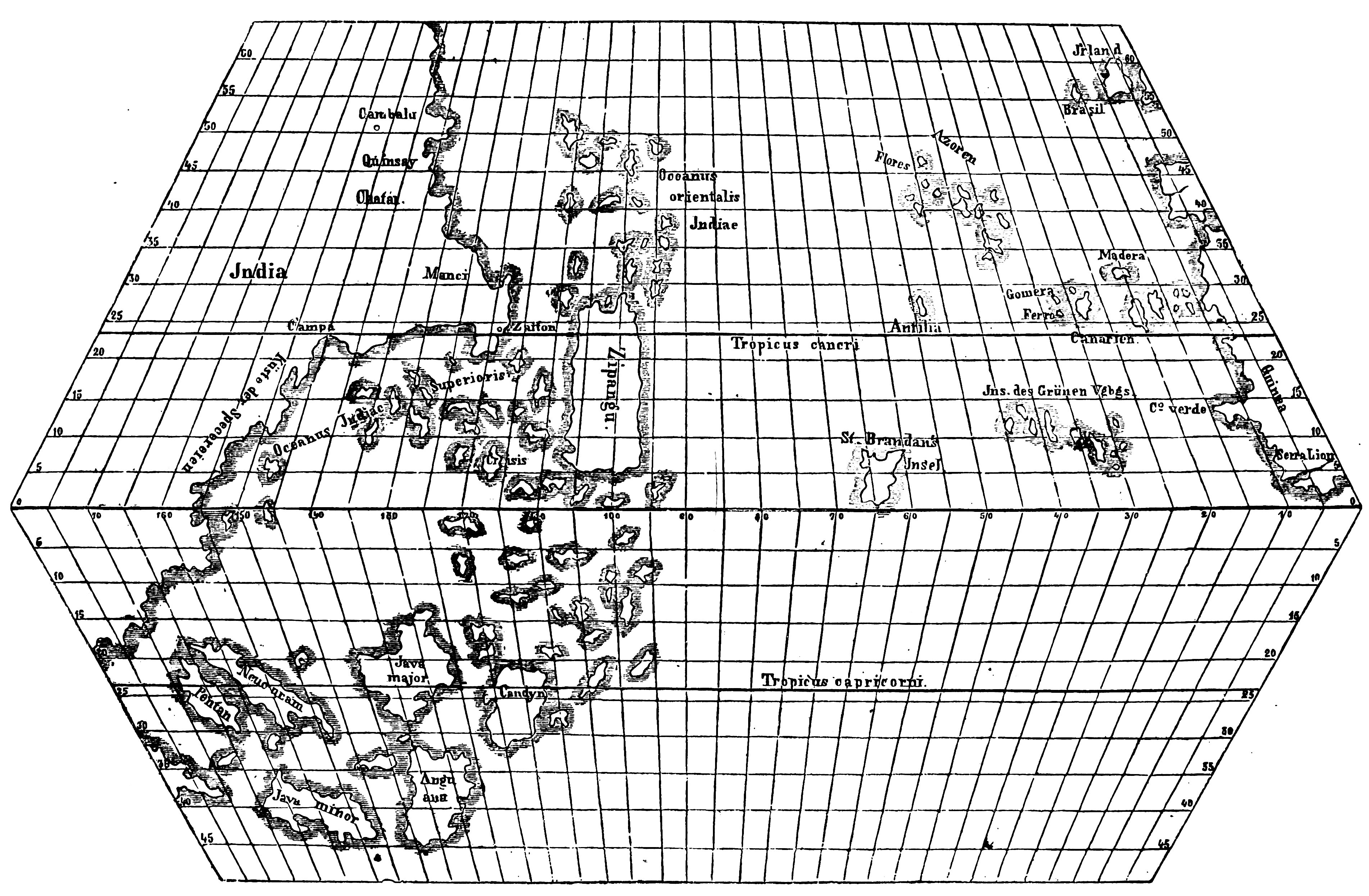
Mapa atribuido a Toscanelli, donde la isla de San Brandán aparece como una gran isla en medio del Atlántico.

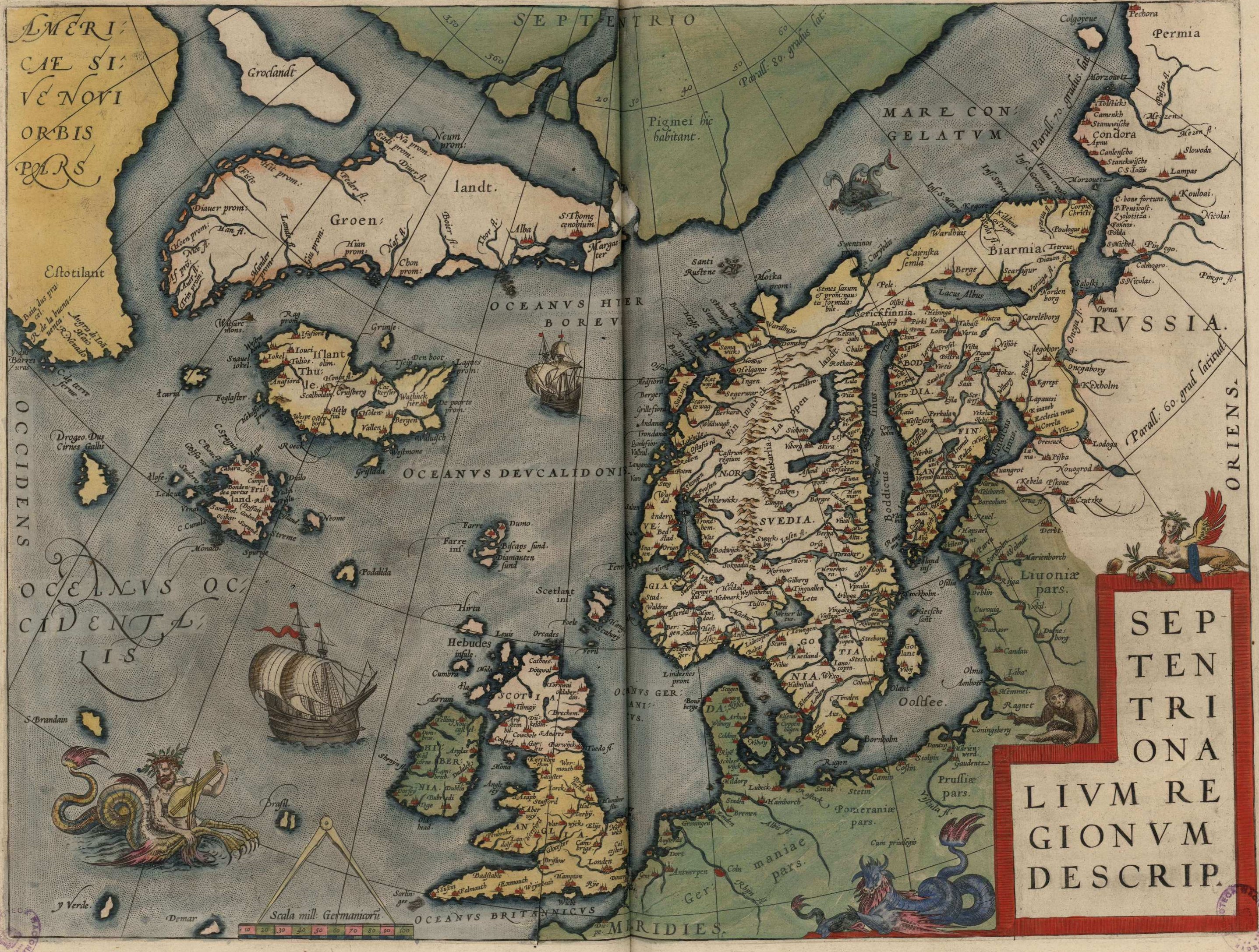
Septentrionalivm regionvm descrip. (mapa de la región septentrional). Abraham Ortelius, Theatrum Orbis Terrarum, 3ª ed. Amberes, 1584. Biblioteca Nacional de España. La isla de San Brandán aparece dibujada sobre la cola de un tritón en medio del océano Atlántico, frente a las costas de Irlanda.

## La isla de San Brandán en la cartografía
Su posición en la cartografía varía. Algunos planisferios medievales, sin pretensiones de precisión cartográfica, la sitúan en el mar que rodea los continentes en el círculo exterior al orbe habitado. Así, el mapamundi de Hereford, fechado cerca de 1300, se refería en plural a las islas de san Brandán como las islas Afortunadas: «Fortunatae insulae sex sunt insulae Se. brandani» ("las seis islas de la Fortuna son las islas de San Brandani"). De fecha próxima, el mapamundi de Ebstorf aludía en cambio, como lo hacía el De imagine mundi, a una Isla Perdida, descubierta por Brandán pero que nadie tras él había sido capaz de localizar.
En el mapamundi de los hermanos Pizigani (1367) y en el planisferio de Andrea Bianco (1448), la isla de San Brandán se sitúa próxima a las Azores; en el supuesto mapa de Toscanelli (1474), que habría sido conocido por Cristóbal Colón, al sudoeste de Madeira; Martin Behaim, en el globo terráqueo construido en Núremberg en 1492, la ubica en medio del Atlántico; y Leonardo Torriani, próxima a las Canarias.
En el siglo XVI, tanto en el atlas Theatrum Orbis Terrarum de Abraham Ortelius (1570), como en el Speculum Orbis Terrae de Gerard y Cornelis de Jode (1578-1593), o en el Atlas Cosmographicae de Gerardo Mercator, la isla de San Brandán aparece invariablemente por encima del paralelo 50° norte, en medio del Atlántico, entre las costas de Irlanda y Terranova o la «tierra del bacalao» y no lejos de otras islas míticas: la Isla Brasil, situada al oeste y más próxima a Irlanda y la «isla de los Demonios», próxima a la costa americana. Pero no ha faltado tampoco quien localizase la isla en el océano Índico, como se ve en un mapa holandés de 1621 firmado Janbonius y en otro francés de 1755.